# San Francisco recogiendo la sangre de Cristo

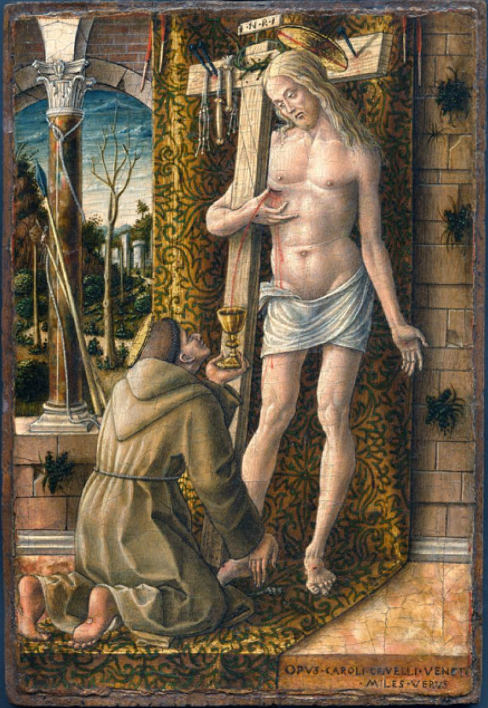
San Francisco recogiendo la sangre de Cristo.

San Francisco recogiendo la sangre de Cristo es una pintura al temple y dorado sobre tabla (20 x 16,3 cm) de Carlo Crivelli, datada entre 1490-1495 aproximadamente y conservada en el Museo Poldi Pezzoli de Milán. Está firmada en la parte inferior derecha "OPUS CAROLI CRIVELLI VENETI / MILES VERUS".

## Historia
La pequeña obra, de la cual se ignora la historia antigua, fue probablemente una pieza devocional para un fraile franciscano; huellas de una bisagra en el marco hacen pensar que estuviera dotada de una tapa. Una restauración moderna reveló la firma del artista, abajo a la derecha, al retirar un repinte posterior. En esta la presencia del título de "miles" permite aclarar la datación a la última fase artística del artista, después de 1490, cuando Crivelli recibió tal título de Fernando de Aragón.

## Descripción y estilo
A pesar de las dimensiones muy reducidas, la tabla está muy bien conservada y es rica en detalles como una verdadera miniatura. Al fondo aparece la columna de la Flagelación, una corintia en mármol veteado en la que aún permanecen las cuerdas, y apoyadas contra ella la lanza con que fue herido en el costado, el asta con la esponja empapada en hiel. Cristo, de pie, con largo cabello rubio cenizo y solo cubierto por el perizoma, sostiene con el brazo derecho la cruz de la que cual cuelgan los otros instrumentos del martirio (clavos, corona de espinas, flagelo), mientras con la mano indica la herida en el costado de la cual sale un copioso chorro de sangre, que San Francisco recoge en un cáliz de oro, arrodillado ante él, en un eficaz escorzo diagonal, y con los estigmas bien visibles. Una tela adamascada aísla las figuras principales, un elemento típico de la pintura veneciana. Los dos se miran a los ojos, en un intenso intercambio. En el paisaje al fondo un árbol desnudo simboliza la muerte.
El tema de la sangre de Cristo y su naturaleza divina estaba particularmente vivo en la época, relanzado por Jaime de la Marca, que inició una disputa con el dominico Jacopo de Brescia sobre ello, culminada con la emisión de la bula papal Ineffabilis summa provvidentia de 1464, que prohibió la disputa, dejando al devoto la posibilidad de profesar una creencia personal. En la iconografía sagrada es un tema raro, y se encuentra en algunas obras predominantemente de estos años sobre todo en el área véneta, como una tabla de Giovanni Bellini en la National Gallery de Londres, y el Cristo entre cuatro ángeles con los instrumentos de la Pasión de Carpaccio en Udine. La tabla de Crivelli, por la presencia activa de San Francisco, se desvía de las ideas de Jaime de la Marca, y representa así pues un rarísimo testimonio de una idea personal del comitente.
En el reverso permanece aún el rastro de un escudo heráldico.